# ヴァッレ・ロミータの多翼祭壇画
『ヴァッレ・ロミータの多翼祭壇画』（ヴァッレ・ロミータのたよくさいだんが、伊: Polittico di Valle Romita、英: Valle Romita Polyptych）は、イタリアのゴシック後期の画家ジェンティーレ・ダ・ファブリアーノが1410-1412年ごろ、板上にテンペラと金で制作した多翼祭壇画である。本来、ジェンティーレの生地ファブリアーノ近くにあるヴァッレ・ロミータのフランシスコ会のサンタ・マリア・ヴァルディサッコ (Santa Maria di Valdisasso) 修道院 (隠遁所) のために制作された。フィレンツェのウフィツィ美術館にある『東方三博士の礼拝』と並んで、ジェンティーレ、そして国際ゴシック様式の最も重要な作品である。現在、ミラノのブレラ美術館に所蔵されている。

## 歴史
本作の制作背景についての情報はまったく存在していない。しかし、作品は、ファブリアーノの領主キアヴェッロ・キアヴェッリ (Chiavello Chiavelli) が1406年に自身の墓を設置するために地元のヴァルディサッコ修道院を改修した際、委嘱したのかもしれない。1414年にジェンティーレはマルケ州を去り、パンドルフォIII世・マラテスタ支配下のブレシアに移っているので、絵画は1406年-1414年に制作された可能性がある。
本作には、とりわけミケリーノ・ダ・ベソッツォにより用いられた国際ゴシック様式の要素 (自然の細部の正確な描写など) があるために、作品の制作年を1410年からミケリーノとジェンティーレがヴェネツィアで出会った1412年まで絞り込む研究者もいる。ブレラ美術館では、1408年頃の制作としている。ゴシック様式の典型として、聖人たちは当時の宮廷で流行していた豪華な衣服を纏った優雅な人物像に変貌している。曲線の輪郭線は、15世紀初期の理想美に適合した優雅さを生み出している。
この多翼祭壇画は早くも18世紀に解体された。1811年にブレラ美術館は、廃止された修道院から中央パネルと下段のパネルを購入した。上段パネルは、1901年に個人コレクションからブレラ美術館に購入され、新たに組み立てられた。ネオ・ゴシック様式の額縁は1925年に制作されたものである。

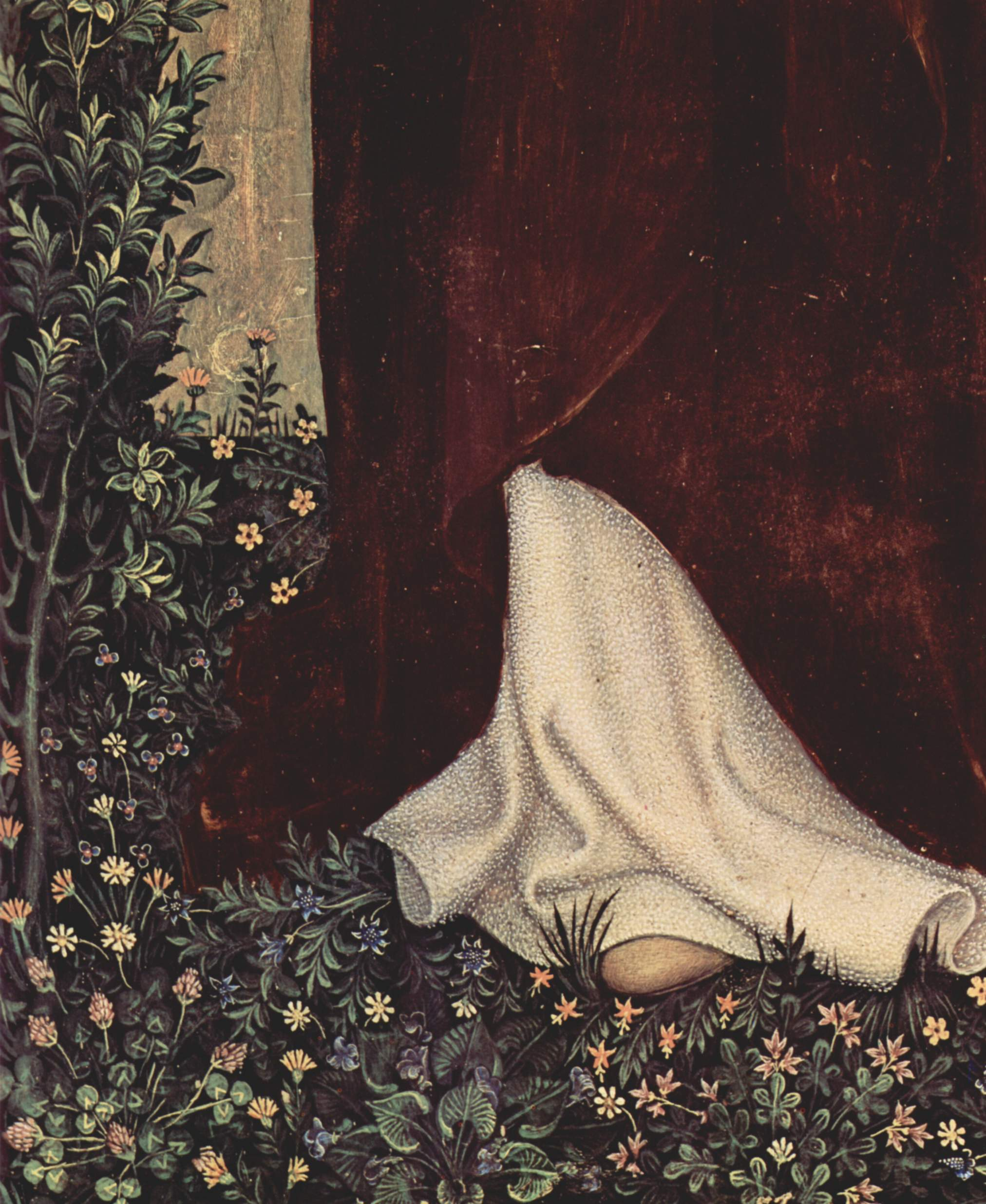
芝生の部分

## 作品
多翼祭壇画は縦280センチ、横250センチである。中央パネルは縦157.20センチ、横79.6センチ、側面の下段パネルは縦117.50、横40センチ、上段パネルは縦48.9センチ、横37.8センチである。

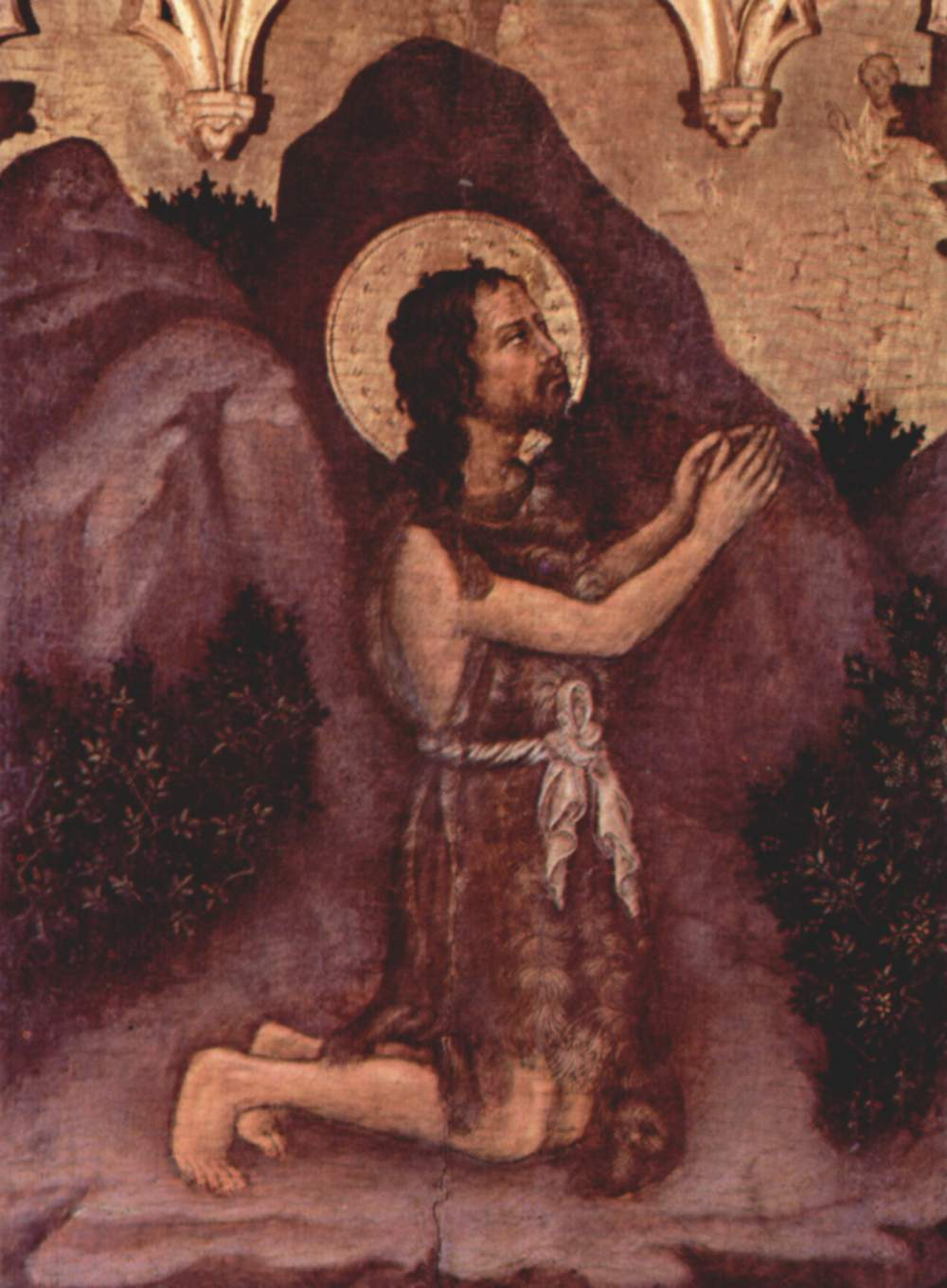
「砂漠で祈る洗礼者聖ヨハネ」

中央パネルにはイエス・キリストによる聖母マリアの「戴冠」が描かれ、その下の部分には「三位一体」と奏楽天使たちの合唱が描かれている。この場面はジェンティーレがヴェネツィアのサン・マルコ寺院で見たビザンチン美術のモザイクに触発されたものであり、それは空中に浮かんでいる人物像と非常に細かく細工されている金色の背景に見て取れる。キリストの衣服は銀箔の上に描かれている。
4つの側面パネルは聖人たちを表している。聖人たちの名前はそれぞれの光輪に記されており、左から教会の模型を手に持つ聖ヒエロニムス、アッシジの聖フランチェスコ、聖ドミニクス、マグダラのマリアである。彼らは、様々な種類の植物が細部まで描かれている庭に配置されている。細部が表現されている事物には、マグダラのマリアが指先に持つアンプラ (丸い容器)  (描かれているのではなく、金に彫り込まれている) も含まれる。後に、マサッチオの写実主義に影響され、ジェンティーレは『クワラテージの祭壇画』(ウフィツィ美術館、ロンドン・ナショナル・ギャラリー) でマグダラのマリアの手にしっかりと持たれている同じアンプラを描くことになる。
上段枠内の小さなパネルは、砂漠で祈る洗礼者聖ヨハネ、殉教者聖ペテロ、読書するパドヴァの聖アントニオ、聖痕を受ける聖フランチェスコである。これらのパネルは、ジェンティーレの細部への関心のさらなる例で、聖ペテロの衣服のウールを描くために用いらているほとんど点描の技法、聖ヨハネの細かい髪の毛や服の布地の描写などが挙げられる。上段の中央の枠には本来、ブレラ美術館の同じ部屋に架けられている「磔刑」があった可能性がある。いくつかの他のコレクションにある聖人を描いた小さなパネルが、かつてこの祭壇画の両側の枠組み (現在では失われている) にあったと考えられている。

## ギャラリー

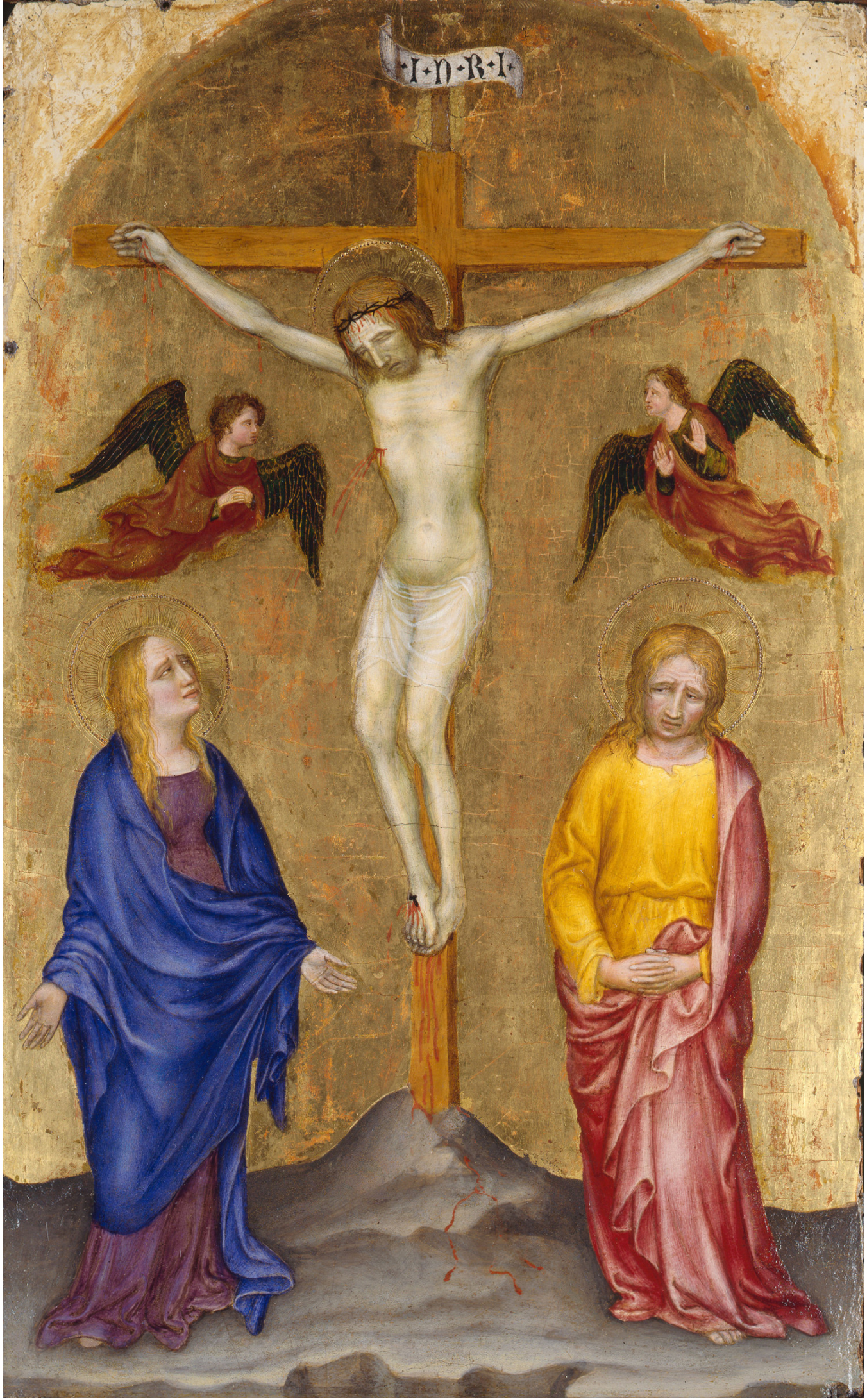
ジェンティーレ・ダ・ファブリアーノ『磔刑 (ジェンティーレ)（イタリア語版）』 、ブレラ美術館
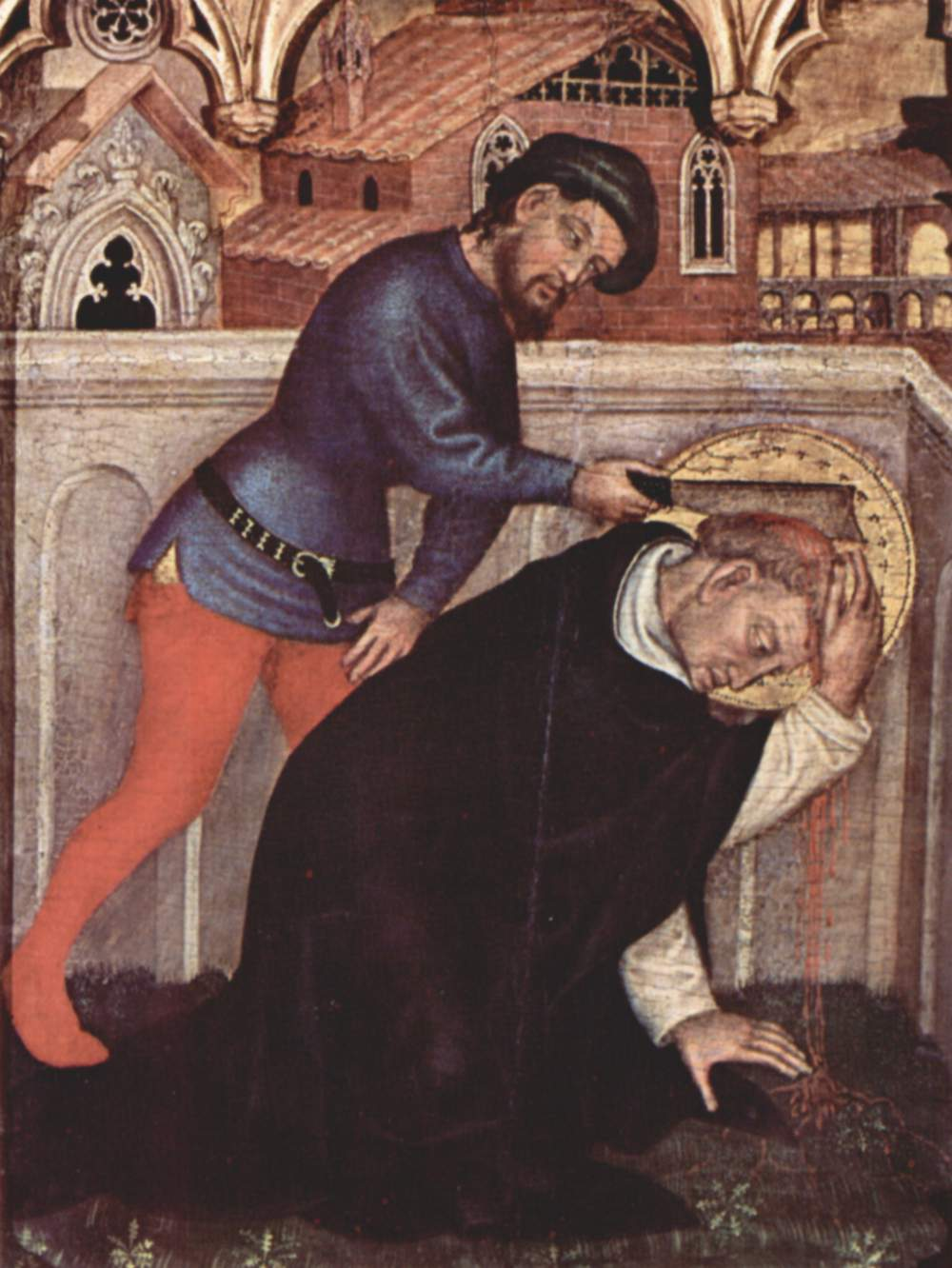
ヴァッレ・ロミータの多翼祭壇画『殉教者聖ペテロ』
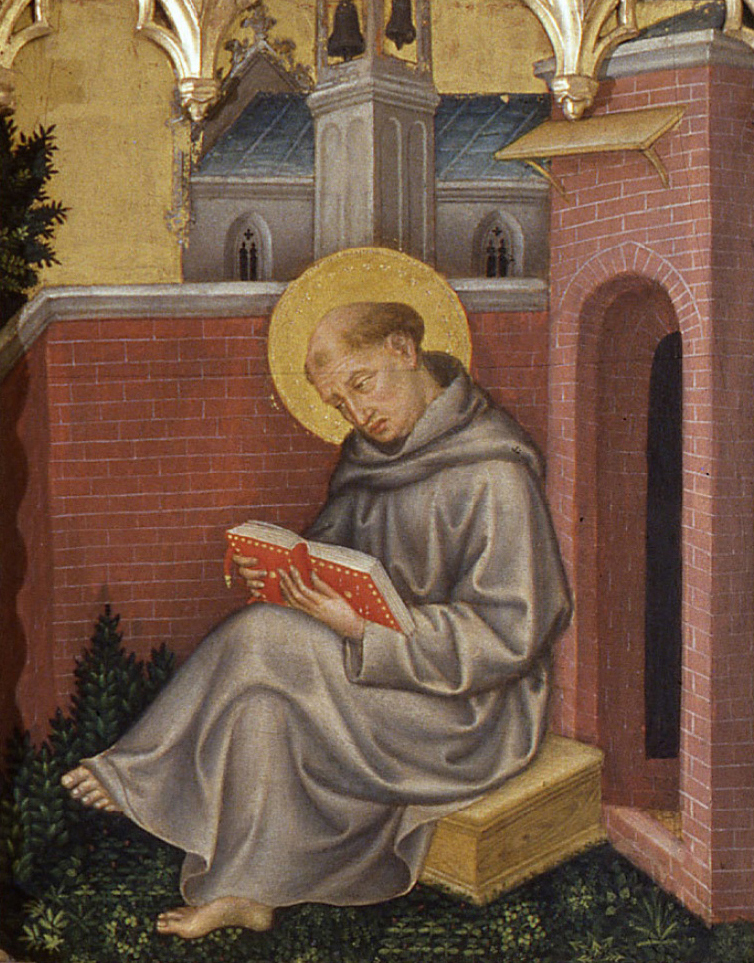
ヴァッレ・ロミータの多翼祭壇画『読書するパドヴァの聖アントニオ』
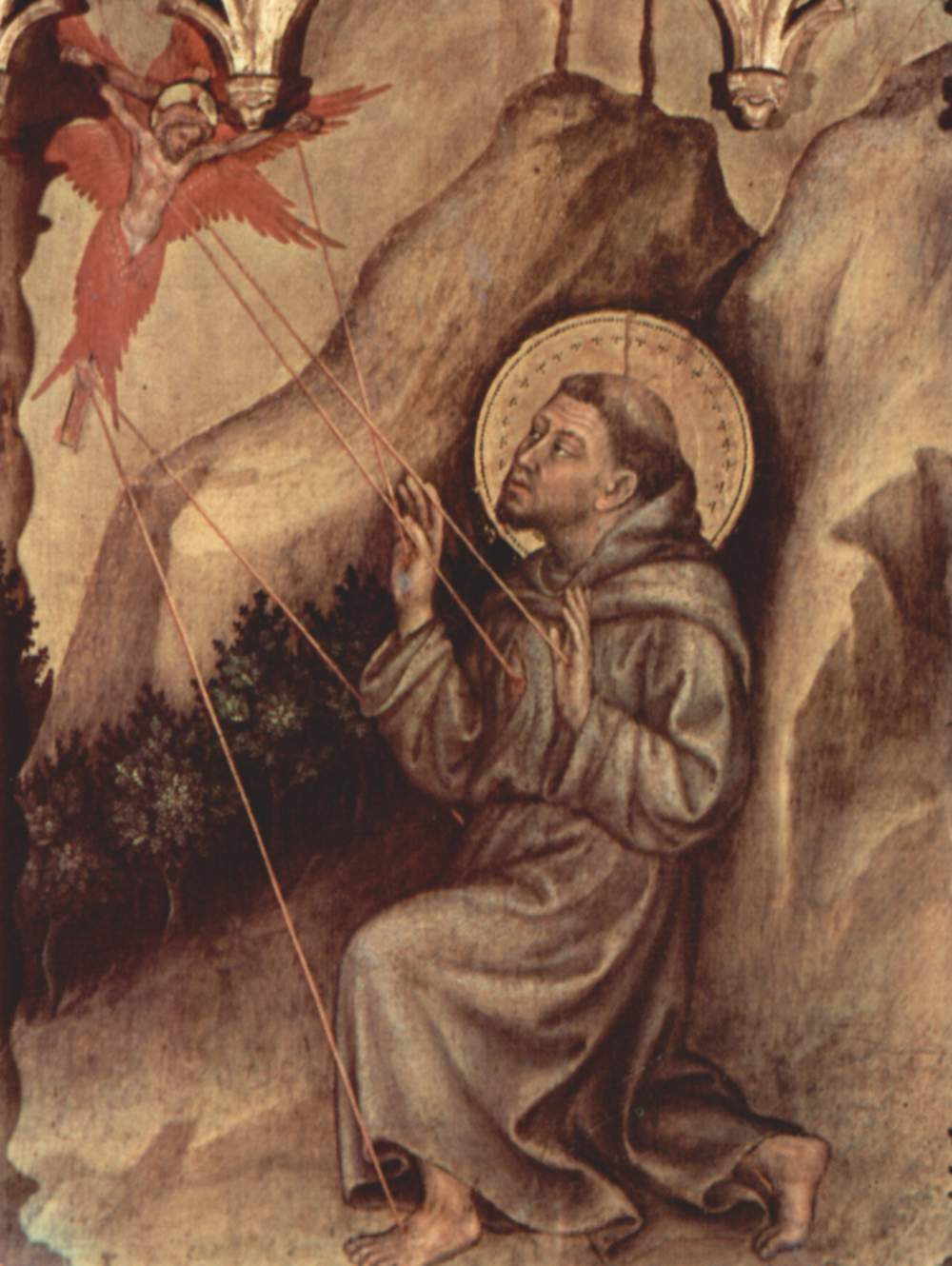
ヴァッレ・ロミータの多翼祭壇画『聖痕を受ける聖フランチェスコ』